# Ponte Aquífera de Magdeburgo

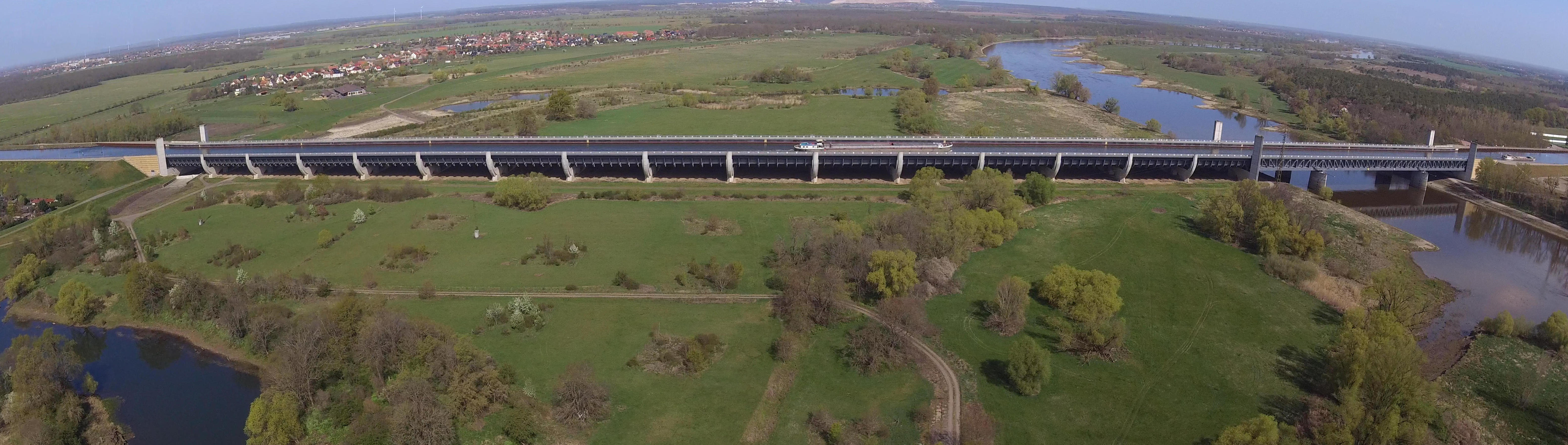
A Ponte Aquífera de Magdeburgo.

A Ponte Aquífera de Magdeburgo ou de Madeburgo (em alemão:  Wasserstraßenkreuz) é a maior ponte aquífera de toda a Europa, cruzando o rio Elba e conectando dois grandes canais da Alemanha. A obra, que tem 918 m de comprimento, começou a ser construída em 1997 e ficou completa em 2003, com um custo de aproximadamente 500 milhões de euros.